# 4 Copas
4 Copas (portugiesisch für: Vier Herzblätter) ist ein Spielfilm des portugiesischen Regisseurs Manuel Mozos aus dem Jahr 2008, der zwischen Filmdrama und Romantischer Komödie angesiedelt ist.

## Handlung
Die gerade erwachsen werdende Diana lebt unbeschwert bei ihrem Vater, dem Unternehmer Gabriel und der Stiefmutter Madalena, die in einem Einkaufszentrum einen Friseursalon betreibt, in dem auch Diana arbeitet. Im Einkaufszentrum arbeitet zudem auch die Floristin Maria, die beste Freundin Dianas, der sie immer alle ihre Sorgen anvertraut.
Eines Tages erfährt Diana, dass ihre Stiefmutter ein Verhältnis zum sportlichen Miguel, Sicherheitsmann im Einkaufszentrum hat. Außerdem ist Madalena scheinbar wieder in ihre alte Spielsucht verfallen, was Stimmungsschwankungen bei ihr auslöst und Gabriel Sorgen macht.
Diana spricht Madalena direkt auf ihre Affäre an und versucht sie davon abzubringen und ihrem Vater wieder anzunähern. Doch Madalena erzählt Gabriel nun selbst davon, der daraufhin bestürzt auszieht. Diana versucht den Vater aufzumuntern und die beiden wieder zusammenzubringen, doch der lenkt sich nun verstärkt mit seinen geliebten Hobbys ab, Amateur-Fado und Fußballspielen mit seinen Freunden. Derweil wird zuhause das Zusammenleben zwischen Diana und ihrer Stiefmutter immer schwieriger. Madalena zieht sich immer weiter von Diana zurück und wird immer bitterer.
Um die verfahrene Situation umzukehren, entscheidet sich Diana zu einer neuen Strategie. Sie schreibt sich im Fitnessstudio ein, in dem Miguel seiner Kletterleidenschaft nachgeht, und nähert sich ihm nun an. Ihr Plan ist es, ihn emotional von Madalena abzulenken und damit ein Ende ihres Verhältnisses zu bewirken, so dass Vater und Stiefmutter wieder zusammenkommen und die alte Harmonie zuhause wieder einkehren kann.
Doch während sich nun ihre Beziehung zu Madalena verschlechtert, angesichts der unter Spielsucht und Stimmungsschwankungen leidenden Stiefmutter, ändert sich überraschend auch ihr ursprünglicher Plan: je mehr sie Miguel kennenlernt, umso mehr wird aus dem Mann, den sie hasst, ihr Traummann.

## Produktion und Rezeption
Der Film wurde 2005 überwiegend in Lissabon gedreht und von der Filmproduktionsgesellschaft Rosa Filmes produziert, mit Unterstützung durch die Filmförderungsanstalt ICA (Instituto do Cinema e do Audiovisual) und den öffentlich-rechtlichen Fernsehsender RTP. Weitere Unterstützung gaben die Stadtverwaltung Lissabon, die städtische Polizei Lissabons, die städtische Kulturagentur EMEL und die Unternehmen Delta Cafés und Nestlé Waters Direct dem Film.
Der Film feierte seine Premiere am 16. Oktober 2008 beim Europäischen Filmfestival im russischen Kaliningrad. In Portugal wurde er erstmals am 16. November 2008 gezeigt, im Wettbewerb des Estoril Film Festival (heute LEFFEST). Der Kinostart war am 20. August 2009 in 10 Sälen über das Land verteilt, wo er 2.175 Zuschauer zählte.
Er war danach für mehrere Filmpreise in Portugal nominiert, u. a. für den Globo de Ouro 2010 (Schauspielkategorien), und wurde insbesondere mit dem Drehbuchpreis der Sociedade Portuguesa de Autores (SPA) ausgezeichnet.
4 Copas erschien 2009 als DVD bei ZON Lusomundo (heute Teil des Medienunternehmens NOS).